# Nymphon rybakovi
Nymphon rybakovi is een zeespin uit de familie Nymphonidae. De soort behoort tot het geslacht Nymphon. Nymphon rybakovi werd in 1993 voor het eerst wetenschappelijk beschreven door Pushkin. 